# ピンクパンサー2
『ピンクパンサー2』（原題: The Pink Panther 2）は、2009年のアメリカ・フランス映画。スティーヴ・マーティン主演でリメイクしたシリーズ第2作。ドレフュス警視役が前作のケヴィン・クラインからジョン・クリーズに交代した。

## ストーリー
世界各国で文化遺産の国宝が次々と盗まれた。犯人は世界的な大泥棒として名を馳せた「怪盗トルネード」。この怪事件の解決のために世界各地から名だたる名探偵が集結し、チームが編成される。そのリーダーとして事もあろうに前回のピンクパンサー盗難事件を解決したクルーゾーが大統領命令により任命される。
相変わらず、周りに多大な迷惑をかける言動と自分に都合のいいように考える行動によりチームをしょっぱなから危機に何度も陥れる中で、クルーゾーの周りの人間関係もギクシャクし始める。

## キャスト
| 役名                         | 俳優                                 | 日本語吹替 |
| ---------------------------- | ------------------------------------ | ---------- |
| ジャック・クルーゾー警部     | スティーヴ・マーティン               | 羽佐間道夫 |
| ポントン                     | ジャン・レノ                         | 菅生隆之   |
| ランダル・ペパリッチ         | アルフレッド・モリーナ               | 辻親八     |
| ビチェンゾ・ブランカレオーネ | アンディ・ガルシア                   | 内田直哉   |
| ベレンジャー                 | リリー・トムリン                     | 沢田敏子   |
| ドレフュス                   | ジョン・クリーズ                     | 阪脩       |
| ニコル                       | エミリー・モーティマー               | 朴璐美     |
| ソニア・ソランドレス         | アイシュワリヤー・ラーイ・バッチャン | 斎藤恵理   |
| ケンジ・マツド               | 松崎悠希                             | 小松史法   |
| アロンソ・アヴェラネダ       | ジェレミー・アイアンズ               | 有本欽隆   |
| ジュベール                   | ジェフリー・パーマー                 |            |
| ローマ法皇                   | エフゲニー・ラザレフ                 | 浦山迅     |